# Danennsho
Danennsho, Danenn Sho ou Dan Enn Sho (談円小) é um kata de caratê, que pretende reunir os movimentos característicos de cinco animais (estilos), águia, garça, gavião, tigre e cobra, de Xinyiquan. Os movimentos dos referidos animais são bastante claros, como, por exemplo, o das alas da garça, não deixando dúvida de sua origem. Diz-se que a forma é legado do experto chinês de chuan fa Tsun I, da escola Hopei.

## História
A origem deste kata não pode ser divisada muito além do se sua apresentação formal, por intermédio do estilo de caratê shuri-ryu. Sabe-se que o mestre Robert Trias, que era praticante de boxe, teve os primeiros contactos com as artes marciais orientais quando foi destacado para cumprir serviço militar numa base militar britânica nas Ilhas Salomão. Naquela ilha, Robert Trias conheceu um experto de chuan fa chamado de Tung Gee Hsing com quem passou a treinar esse estilo de luta.
O mestre Tung Gee ensinou a forma, cuja origem aponta para Oquinaua por causa do kanji «小», ou curto, depreendendo-se que havia uma forma mais longa. Por outro lado, alguns afirmam que o nome do kata foi nomeado em homenagem à família real de Oquinaua.[carece de fontes?]

## Características
O kata possui 39 movimentos, sendo destes doze ataques diretos. E pretende condensar os movimentos de cinco animais. Em sua execução nota-se que estão claras as influências alegadas, pois logo de início há um movimento a fazer memento do movimento das alas de uma garça e, bem assim, os ataques são visivelmente inspirados no ataque de uma serpente.